# بل آيل
بل آيل (بالإنجليزية: Belle Isle)‏ هي مدينة أمريكية تقع في ولاية فلوريدا. تبلغ مساحة هذه المدينة 12 (كم²)،ويبلغ عدد سكانها 6087 نسمة حسب إحصاء سنة 2010 م 6087.تشير إحصاءات سنة 2000م بأن الكثافة السكانية في هذه المدينة تقدر بـ(507.3) نسمة/كم2 